# کلسی-لی باربر
کلسی-لی باربر (انگلیسی: Kelsey-Lee Barber؛ زادهٔ ۲۰ سپتامبر ۱۹۹۱) پرتاب‌گر نیزه اهل استرالیا است.
وی در مسابقات کشوری و بین‌المللی در مجموع برندهٔ ۱ مدال طلا، ۱ مدال نقره، ۲ مدال برنز شده‌است.